# Dita incrociate

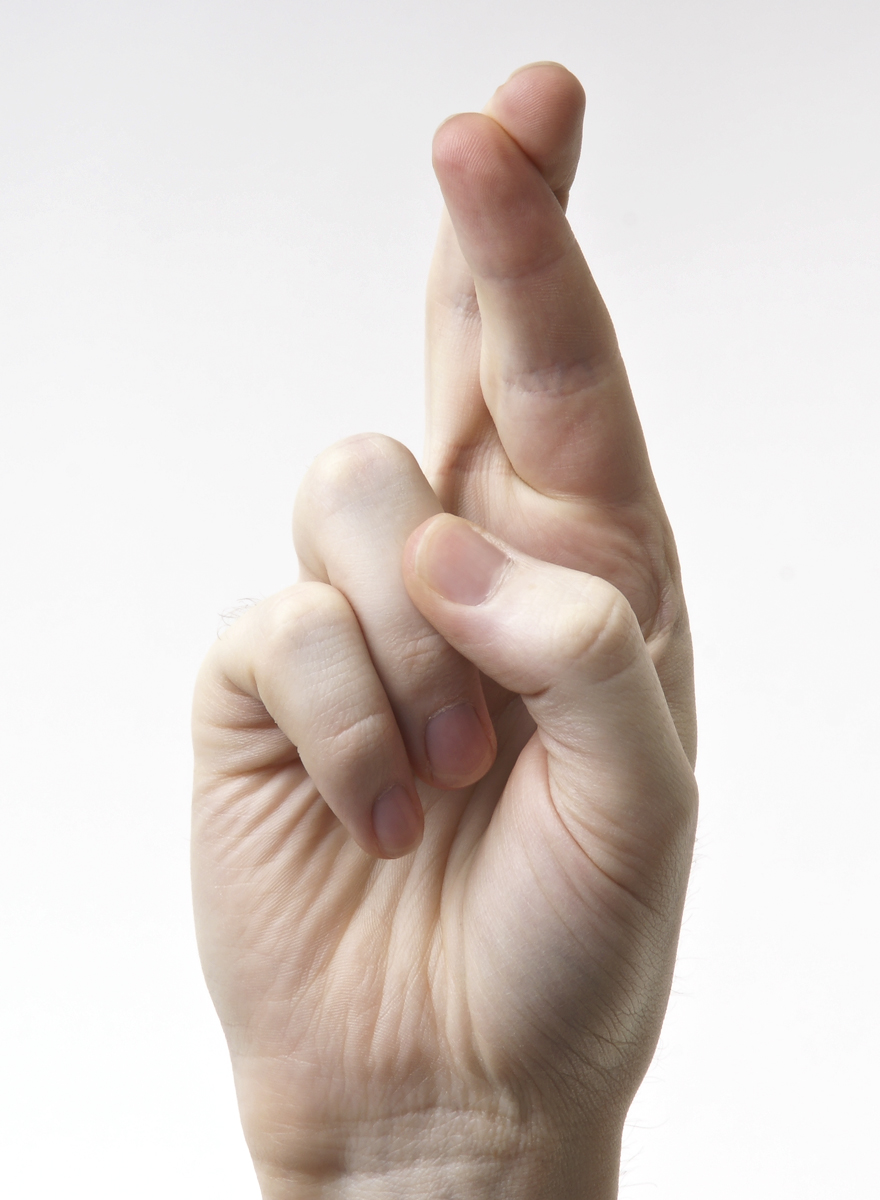
Esempio di dita incrociate

Le dita incrociate sono un gesto della mano comunemente usato per scaramanzia.
Il gesto risale agli albori del cristianesimo, in cui veniva eseguito per invocare la croce e come segnale occultatore durante le persecuzioni cristiane. Nel medioevo invece il gesto ha cambiato la sua funzione, ovvero quella di protezione contro il diavolo. Al giorno d'oggi la sua valenza religioso-cristiana è caduta in disuso, ma il gesto viene ancora comunemente utilizzato.
Il gesto viene eseguito sovrapponendo posteriormente il dito medio al dito indice disteso, mentre le altre dita della mano sono chiuse e rivolte verso il palmo.